# Cladosporium borassi
Cladosporium borassi är en svampart som beskrevs av Hasija 1967. Cladosporium borassi ingår i släktet Cladosporium och familjen Davidiellaceae.   Inga underarter finns listade i Catalogue of Life.